# 이정은 (1988년)
이정은(1988년 10월 20일~)는 대한민국의 골프 선수이다. 한국 LPGA 투어에서 5회 우승했다.